# Scena Wspólna
Scena Wspólna – teatr impresaryjny działający w Poznaniu od 2013 roku.
Teatr powstał z inicjatywy poznańskiego Stowarzyszenia Łejery oraz Centrum Sztuki Dziecka. Ze Sceną Wspólną stale współpracują m.in. Polski Teatr Tańca – Balet Poznański, Teatr Nowy w Poznaniu, Teatr Polski w Poznaniu, Teatr Muzyczny w Poznaniu oraz Malta Festival Poznań. W repertuarze teatru znajdują się propozycje dla dzieci, młodzieży oraz widzów dorosłych. W plebiscycie organizowanym przez Poznański Informator Kulturalny IKS i Wydawnictwo Miejskie Posnania, działalność Sceny Wspólnej została uznana „Wydarzeniem Kulturalnym Sezonu 2013/2014”.